# Rudolf Bosshard

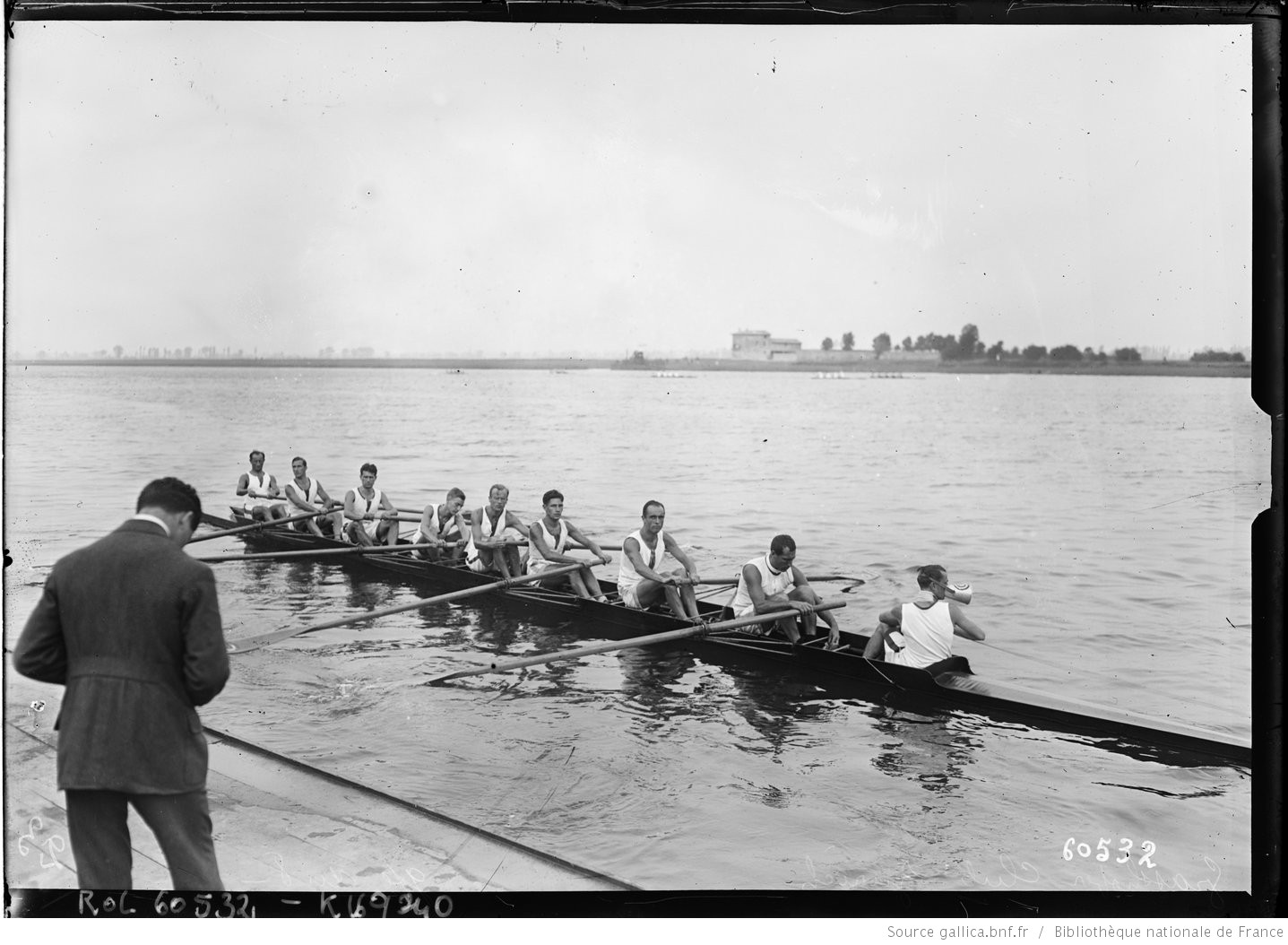
Der Schweizer Achter bei den Europameisterschaften 1920, Bosshard sitzt ganz hinten im Boot

Rudolf Bosshard (* 1890; † 7. Februar 1980 in Zürich) war ein Schweizer Ruderer, der sieben Europameistertitel gewann.

## Werdegang
Bei den ersten Ruder-Europameisterschaften nach dem Ersten Weltkrieg, die 1920 in Mâcon ausgetragen wurden, siegte als Schweizer Achter eine Mannschaft des Grasshopper Club Zürich mit Bosshard als Bugmann. Acht der neun Ruderer des Europameister-Bootes traten im gleichen Jahr auch bei den Olympischen Spielen in Antwerpen an. Dort unterlag der Schweizer Achter im zweiten Vorlauf den Briten, die dann im olympischen Final die Silbermedaille gewannen.
1922 und 1923 gewann Rudolf Bosshard den Europameistertitel im Einer. 1923 gewann er zusammen mit Heini Thoma auch den Titel im Doppelzweier, den die beiden 1924 verteidigen konnten. Bei den Olympischen Spielen 1924 in Paris siegte im Doppelzweier das US-Boot vor den Franzosen Jean-Pierre Stock und Marc Detton, Bosshard und Thoma belegten dahinter den dritten Platz.
1925 startete Bosshard bei den Europameisterschaften in Prag zusammen mit Max Schmid. Bosshard und Schmid belegten den zweiten Platz hinter den Franzosen Stock und Detton. 1926 und 1927 gewann Bosshard zusammen mit Maurice Rieder zwei weitere Europameistertitel im Doppelzweier. Bei den Olympischen Spielen 1928 in Amsterdam unterlagen Bosshard und Rieder im ersten Vorlauf den späteren Olympiasiegern Paul Costello und Charles McIlvaine. Über Hoffnungslauf und zweite Runde erreichten die beiden Schweizer die dritte Runde, in der sie erneut den beiden US-Amerikanern unterlagen.